# Езаксеренон
Езаксеренон (англ. Esaxerenone), який продається під торговою маркою «Міннебро»; кодові назви розробки CS-3150, XL-550 — нестероїдний препарат із групи антагоністів альдостерону, відкритий компанією «Exelixis» та розроблений компанією «Daiichi Sankyo», який схвалений у Японії для лікування артеріальної гіпертензії. Він діє як високоселективний «мовчазний» антагоніст мінералокортикоїдного рецептора, рецептора альдостерону, з більш ніж 1000-кратною селективністю до цього рецептора порівняно з іншими рецепторами стероїдних гормонів, а також у 4 та 76 разів вищою спорідненістю до мінералокртикоїдних рецепторів порівняно з існуючими антимінералокортикоїдами спіронолактоном та еплереноном.
8 січня 2019 року компанія «Daiichi Sankyo Company, Limited» оголосила про отримання схвалення на маркетинг у Японії для таблеток «Міннебро» 1,25 мг, 2,5 мг та 5 мг (генерична назва: езаксеренон) для лікування гіпертензії. Станом на січень 2019 року езаксеренон перебував на III стадії клінічних дослідження для лікування діабетичної нефропатії.